# Губале
Губале (пол. Hubale) — село в Польщі, у гміні Замостя Замойського повіту Люблінського воєводства.
Населення — 240 осіб (2011).
У 1975-1998 роках село належало до Замойського воєводства.

## Демографія
Демографічна структура станом на 31 березня 2011 року:
|          | Загалом | Допрацездатний вік | Працездатний вік | Постпрацездатний вік |
| -------- | ------- | ------------------ | ---------------- | -------------------- |
| Чоловіки | 118     | 21                 | 87               | 10                   |
| Жінки    | 122     | 33                 | 69               | 20                   |
| Разом    | 240     | 54                 | 156              | 30                   |